# Adiantopsis acta
Adiantopsis acta är en kantbräkenväxtart som beskrevs av Sehnem. Adiantopsis acta ingår i släktet Adiantopsis och familjen Pteridaceae. Inga underarter finns listade.